# Campylocheta aperta
Campylocheta aperta là một loài ruồi trong họ Tachinidae.